# Lapa (Lisboa)
Lapa é um bairro e antiga freguesia portuguesa do município de Lisboa, com 0,74 km² de área e 8 000 habitantes (2011). Densidade: 10 810,8 hab/km².
A freguesia, com a designação inicial de Nossa Senhora da Lapa, foi instituída em 11 de fevereiro de 1770, por desanexação da freguesia de Santos-o-Velho.
Como consequência de nova reorganização administrativa, oficializada a 8 de novembro de 2012 e que entrou em vigor após as eleições autárquicas de 2013, foi determinada a extinção da freguesia, passando o seu território integralmente para a nova freguesia da Estrela.
No território desta antiga freguesia encontram-se 14 embaixadas estrangeiras. É também aqui que se situam a Assembleia da República (Palácio de São Bento) e a residência oficial do Primeiro-Ministro de Portugal (Palacete de São Bento).

## População
★ No censo de 1864 pertencia ao Bairro de Alcântara. Os seus limites foram fixados pelo decreto-lei nº 42.142, de 07/02/1959

Grupos etários em 2001 e 2011			

| Nº de habitantes | Nº de habitantes | Nº de habitantes | Nº de habitantes | Nº de habitantes | Nº de habitantes | Nº de habitantes | Nº de habitantes | Nº de habitantes | Nº de habitantes | Nº de habitantes | Nº de habitantes | Nº de habitantes | Nº de habitantes | Nº de habitantes | Nº de habitantes |
| ---------------- | ---------------- | ---------------- | ---------------- | ---------------- | ---------------- | ---------------- | ---------------- | ---------------- | ---------------- | ---------------- | ---------------- | ---------------- | ---------------- | ---------------- | ---------------- |
| 1864             | 1878             | 1890             | 1900             | 1911             | 1920             | 1930             | 1940             | 1950             | 1960             | 1970             | 1981             | 1991             | 2001             | 2011             |                  |
| 6540             | 7309             | 10778            | 11773            | 13320            | 14179            | 14967            | 15508            | 16095            | 19464            | 15366            | 14931            | 10656            | 8670             | 8000             |                  |
|                  | +12%             | +47%             | +9%              | +13%             | +6%              | +6%              | +4%              | +4%              | +21%             | -21%             | -3%              | -29%             | -19%             | -8%              |                  |

|     | 0-14 anos    | 15-24 anos | 25-64 anos   | 65 e + anos  |
| Hab | 1025 \| 1142 | 950 \| 759 | 4273 \| 4020 | 2422 \| 2079 |
| Var | +11%         | -20%       | -6%          | -14%         |

## Património
- Palácio de São Bento, escadaria exterior e jardim confinante com a residência do Primeiro-Ministro ou Convento de São Bento da Saúde (antigo)
- Basílica da Estrela ou Basílica do Coração de Jesus
- Casa de António Sérgio
- Palacete dos Viscondes de Sacavém
- Palácio dos Condes dos Olivais e da Penha Longa
- Palacete do Conde de Agrolongo
- Palacete de São Bento

## Arruamentos
A freguesia da Lapa continha 61 arruamentos. Eram eles:
| - Avenida Infante Santo - Calçada da Estrela - Calçada das Necessidades - Jardim Elisa Baptista de Sousa Pedroso - Praça da Estrela - Praça de São Bento - Rua Abílio Lopes do Rêgo - Rua Almeida Brandão - Rua Correia Garção - Rua da Bela Vista à Lapa - Rua da Estrela - Rua da Imprensa à Estrela - Rua da Lapa - Rua das Francesinhas - Rua das Praças - Rua das Trinas - Rua de Borges Carneiro - Rua de Buenos Aires - Rua de João de Deus - Rua de Sant'Ana à Lapa - Rua de Santo Amaro | - Rua de Santo António à Estrela - Rua de São Bento - Rua de São Bernardo - Rua de São Caetano - Rua de São Ciro - Rua de São Domingos - Rua de São Félix - Rua de São João da Mata - Rua do Arco do Chafariz das Terras - Rua do Jardim à Estrela - Rua do Meio à Lapa - Rua do Patrocínio - Rua do Pau de Bandeira - Rua do Possolo - Rua do Quelhas - Rua do Sacramento à Lapa - Rua Domingos Sequeira - Rua dos Ferreiros à Estrela - Rua dos Navegantes - Rua dos Remédios à Lapa | - Rua Dr. Teófilo Braga - Rua João Anastácio Rosa - Rua Jorge Alves - Rua Miguel Lupi - Rua Ricardo Espírito Santo - Rua Saraiva de Carvalho - Travessa da Conceição à Lapa - Travessa da Oliveira à Estrela - Travessa das Almas - Travessa de Miguel Lupi - Travessa de São Francisco de Borja - Travessa do Combro - Travessa do Jardim - Travessa do Moinho de Vento - Travessa do Norte à Lapa - Travessa do Outeiro - Travessa do Patrocínio - Travessa do Pinheiro - Travessa do Possolo - Travessa dos Ferreiros à Lapa |